# Хитрово (Верховский район)
Хитрово — деревня в Верховском районе Орловской области. Входит в состав Васильевского сельского поселения.

## Описание
Получила своё название от фамилии владельцев Хитрово́ — старинного дворянского рода, чьи земли находились во многих губерниях, в которых разбросаны многочисленные одноимённые поселения. Входила в состав Ливенского уезда Орловской губернии.

## Население
| 2010 |
| ---- |
| 14   |

## Примечание
1. 1 2  Всероссийская перепись населения 2010 года. 7. Численность населения городских округов, муниципальных районов, городских и сельских поселен